# Ievgueni Namestnikov
Pour les articles homonymes, voir Namestnikov.
Ievgueni Iourievtich Namestnikov (en russe : Евгений Юрьевич Наместников et en anglais : Evgeny Namestnikov), né le 9 octobre 1971 à Gorki en URSS, est un joueur professionnel russe de hockey sur glace devenu entraîneur. Il évolue au poste de défenseur. Il est le père de Vladislav Namestnikov.

## Biographie

### Carrière en club
En 1989, il commence sa carrière au Torpedo Gorki dans le championnat d'URSS. Il est choisi au cours du repêchage d'entrée dans la Ligue nationale de hockey par les Canucks de Vancouver en 6e ronde, en 117e position. En 1993, il débute dans la LNH avec les Canucks. Il a également porté les couleurs des Islanders de New York et des Predators de Nashville. Il évolue parallèlement dans la Ligue américaine de hockey et la Ligue internationale de hockey. Il rejoint la Superliga en 2001. Il met un terme à sa carrière en 2006.

### Carrière internationale
Il a représenté l'équipe d'URSS au niveau international. Il compte trois sélections. Il a participé aux sélections jeunes.

## Statistiques
| Saison     | Équipe                    | Ligue      |    | Saison régulière | Saison régulière | Saison régulière | Saison régulière | Saison régulière |    | Séries éliminatoires | Séries éliminatoires | Séries éliminatoires | Séries éliminatoires | Séries éliminatoires |
| Saison     | Équipe                    | Ligue      | PJ | B                | A                | Pts              | Pun              | PJ               | B  | A                    | Pts                  | Pun                  |                      |                      |
| 1988-1989  | Torpedo Gorki             | URSS       | 2  | 0                | 0                | 0                | 2                |                  |    |                      |                      |                      |                      |                      |
| 1989-1990  | Torpedo Gorki             | URSS       | 19 | 0                | 0                | 0                | 25               |                  |    |                      |                      |                      |                      |                      |
| 1990-1991  | Torpedo Nijni Novgorod    | URSS       | 42 | 1                | 2                | 3                | 49               |                  |    |                      |                      |                      |                      |                      |
| 1991-1992  | CSKA Moscou               | Superliga  | 34 | 1                | 0                | 1                | 37               |                  |    |                      |                      |                      |                      |                      |
| 1992-1993  | CSKA Moscou               | Superliga  | 42 | 5                | 5                | 10               | 68               |                  |    |                      |                      |                      |                      |                      |
| 1993-1994  | Canucks de Hamilton       | LAH        | 59 | 7                | 27               | 34               | 97               | 4                | 0  | 2                    | 2                    | 19                   |                      |                      |
| 1993-1994  | Canucks de Vancouver      | LNH        | 17 | 0                | 5                | 5                | 10               | --               | -- | --                   | --                   | --                   |                      |                      |
| 1994-1995  | Canucks de Vancouver      | LNH        | 16 | 0                | 3                | 3                | 4                | 1                | 0  | 0                    | 0                    | 2                    |                      |                      |
| 1994-1995  | Crunch de Syracuse        | LAH        | 59 | 11               | 22               | 33               | 59               | --               | -- | --                   | --                   | --                   |                      |                      |
| 1995-1996  | Crunch de Syracuse        | LAH        | 59 | 13               | 34               | 47               | 85               | 15               | 1  | 8                    | 9                    | 16                   |                      |                      |
| 1995-1996  | Canucks de Vancouver      | LNH        | -- | --               | --               | --               | --               | 1                | 0  | 0                    | 0                    | 0                    |                      |                      |
| 1996-1997  | Canucks de Vancouver      | LNH        | 2  | 0                | 0                | 0                | 4                | --               | -- | --                   | --                   | --                   |                      |                      |
| 1996-1997  | Crunch de Syracuse        | LAH        | 55 | 9                | 37               | 46               | 73               | 3                | 2  | 0                    | 2                    | 0                    |                      |                      |
| 1997-1998  | Islanders de New York     | LNH        | 6  | 0                | 1                | 1                | 4                | --               | -- | --                   | --                   | --                   |                      |                      |
| 1997-1998  | Grizzlies de l'Utah       | LIH        | 62 | 6                | 19               | 25               | 48               | 4                | 1  | 0                    | 1                    | 2                    |                      |                      |
| 1998-1999  | Lock Monsters de Lowell   | LAH        | 42 | 12               | 14               | 26               | 42               | --               | -- | --                   | --                   | --                   |                      |                      |
| 1999-2000  | Admirals de Milwaukee     | LIH        | 12 | 2                | 3                | 5                | 17               | 3                | 0  | 0                    | 0                    | 0                    |                      |                      |
| 1999-2000  | Wolf Pack de Hartford     | LAH        | 33 | 1                | 9                | 10               | 14               | --               | -- | --                   | --                   | --                   |                      |                      |
| 1999-2000  | Predators de Nashville    | LNH        | 2  | 0                | 0                | 0                | 2                | --               | -- | --                   | --                   | --                   |                      |                      |
| 2000-2001  | Admirals de Milwaukee     | LIH        | 56 | 7                | 22               | 29               | 36               | 3                | 0  | 1                    | 1                    | 0                    |                      |                      |
| 2001-2002  | Lada Togliatti            | Superliga  | 49 | 6                | 7                | 13               | 54               |                  |    |                      |                      |                      |                      |                      |
| 2002-2003  | Ak Bars Kazan             | Superliga  | 34 | 2                | 8                | 10               | 20               | 5                | 1  | 0                    | 1                    | 4                    |                      |                      |
| 2003-2004  | CSKA Moscou               | Superliga  | 38 | 3                | 3                | 6                | 18               | --               | -- | --                   | --                   | --                   |                      |                      |
| 2004-2005  | CSKA Moscou               | Superliga  | 36 | 0                | 0                | 0                | 26               | --               | -- | --                   | --                   | --                   |                      |                      |
| 2005-2006  | Khimik Moskovskaïa Oblast | Superliga  | 18 | 1                | 2                | 3                | 16               | --               | -- | --                   | --                   | --                   |                      |                      |
| 2005-2006  | HK MVD                    | Superliga  | 25 | 0                | 2                | 2                | 28               | --               | -- | --                   | --                   | --                   |                      |                      |
| Totaux LNH | Totaux LNH                | Totaux LNH | 43 | 0                | 9                | 9                | 24               | 2                | 0  | 0                    | 0                    | 2                    |                      |                      |